# Kolpotocheirodon figueiredoi
Kolpotocheirodon figueiredoi es una especie de peces de la familia Characidae en el orden de los Characiformes.

## Morfología
Tanto los machos como las hembras pueden llegar alcanzar los 3,1 cm de longitud total.

## Hábitat
Vive en zonas de clima tropical.

## Distribución geográfica
Se encuentran en Sudamérica: río Pratinha en la cuenca del río Paraguaçu (Brasil).